# Émagny
Émagny település Franciaországban, Doubs megyében. Lakosainak száma 620 fő (2022. január 1.). Émagny Pin, Moncley, Noironte és Beaumotte-lès-Pin községekkel határos.

## Népesség
A település népességének változása:
| Lakosok száma | 419  | 456  | 511  | 600  | 592  | 589  | 594  | 597  | 603  | 620  |
|               | 1968 | 1982 | 1990 | 2006 | 2013 | 2015 | 2017 | 2019 | 2020 | 2022 |